# هنرژی
هنرژی (انگلیسی: Hanergy) شرکت تجهیزات نیروگاهی چینی است، که در زمینه تولید تجهیزات نیروگاه‌های بادی، نیروگاه‌های آبی، سامانه‌های فتوولتاییک و ساختمان‌های یکپارچه فتوولتائیک، سلول‌های خورشیدی فیلم نازک و پنل‌های خورشیدی فعالیت می‌نماید.
شرکت در سال ۱۹۹۴ توسط لی هیجون راه‌اندازی شد و در حال حاضر دارای عملیات در آسیا، آمریکای شمالی، اروپا، خاورمیانه و آفریقا می‌باشد و بعنوان بزرگترین تولیدکننده سلول‌های خورشیدی در جهان شناخته می‌شود.
دفتر مرکزی این شرکت در شهر پکن، جمهوری خلق چین قرار دارد و کلیه سهام آن در اختیار کارآفرین و سرمایه‌دار چینی؛ لی هیجون می‌باشد.